# Johan Fano
Johan Javier Fano Espinoza (ur. 9 sierpnia 1978 w Huánuco) – peruwiański piłkarz występujący na pozycji napastnika, reprezentant Peru w latach 2003–2011.

## Kariera klubowa
Fano w zawodowym futbolu zadebiutował 5 marca 1995 w barwach León de Huánuco. Przez następne 12 lat grał w innych klubach peruwiańskich, zaliczył występy m.in. w obydwu klubach, których kibice są do siebie nastawieni wrogo, czyli w Alianzy oraz Universitario de Deportes. Podczas gry dla drugiego z wymienionych klubów wywalczył tytuł króla strzelców ligi peruwiańskiej podczas Torneo Descentralizado 2007. Sławę w ojczyźnie zdobył również swoimi świetnymi występami dla Coronel Bolognesi. W 2008 roku wyjechał do Kolumbii, gdzie został zawodnikiem CD Once Caldas. Po zaledwie jednym sezonie sięgnęło po niego meksykańskie Atlante FC. Tutaj zadebiutował 10 stycznia 2010 w spotkaniu z Santos Laguna (0:3) w rozgrywkach Interligi, a pierwszy mecz w lidze zaliczył 6 dni później przeciwko Querétaro FC (0:0). W barwach klubu z Cancún Johan został najlepszym strzelcem meksykańskiej Primera División w 2010 roku. Podzielił się tym tytułem z Hérculezem Gómezem i Javierem Hernándezem.

## Kariera reprezentacyjna
Johan Fano zadebiutował w reprezentacji Peru w 2003 roku. Ogółem w latach 2003–2011 rozegrał w drużynie narodowej 17 spotkań i zdobył 3 gole.